# Савин, Иван Алексеевич
Иван Алексеевич Савин (24 апреля 1953, Архангельское, Ставропольский край, РСФСР, СССР — 2 января 1995, Грозный, Чеченская Республика, Россия) — командир 131-й отдельной мотострелковой бригады, полковник. Участник Первой чеченской войны, один из ключевых руководителей новогоднего штурма Грозного, а конкретнее - захвата и удержания железнодорожного вокзала. Погиб в ходе вывода раненых из окружения. Герой Российской Федерации (2005, звезда № 854, посмертно).

## Биография

### Ранние годы
Иван Савин родился 24 апреля 1953 года в селе Архангельское Будённовского района Ставропольского края. В родном селе окончил 8 классов средней школы.

### В вооружённых силах
- 16.05.1971 года — призван на срочную службу в армию.
- 1972 — командир отделения.
- 1973 — заместитель командира взвода.
- 1973—1977 — курсант, старшина роты курсантов. Харьковское ГВТКУ. Окончил с отличием.
- 1977—1978 — командир танкового взвода. 18 отб, 21 мсд, 2-я гвардейская армия, ГСВГ.
- 1978—1981 — командир танковой роты.
- 1981—1984 — начальник штаба танкового батальона.
- 1984—1987 — слушатель командного факультета ВАБВ.
- 1987—1989 — начальник штаба-заместитель командира мотострелкового полка.
- 1989—1994 — командир 693-го гв. мотострелкового полка (19 мсд, 42 ак, СКВО).
- 31.03.1994—02.01.1995 — командир 131-й отдельной мотострелковой бригады 67-го армейского корпуса СКВО (Майкоп).

### Подвиг
Командир 131-й отдельной мотострелковой бригады полковник Савин в начале декабря 1994 года получил приказ вместе с бригадой вступить в Чечню для проведения операции по разоружению незаконных формирований. По прибытии к месту назначения в районе грозненского аэропорта «Северный» Савин получил приказ занять рубеж по реке Нефтянка и обеспечивать проход в город штурмовых отрядов и других частей северной группировки федеральных войск. Однако в 11:00 31 декабря 1994 года поступила новая задача — сводным отрядом бригады войти в город и захватить железнодорожный вокзал. Сводный отряд под командованием полковника Савина к 13:00 1 января 1995 года полностью выполнил боевую задачу, захватил и удерживал вокзал в полном окружении, ожидая подкрепления других частей и соединений. В ходе боя подразделения понесли значительные потери: бригада потеряла 157 человек (из них — 24 офицера). Также бригада потеряла 22 танка, 45 БМП и 37 автомобилей. В ходе жестокого боя комбриг Савин получил два ранения (в начале боя пуля попала ему в пятку, а через некоторое время осколок от гранатомёта попал в колено), но продолжал осуществлять командование.
Все попытки отправить колонны помощи на вокзал к обороняющимся оказались безуспешны, а натиск боевиков только усиливался. Получив приказ на вывод частей бригады из окружения, полковник Савин организовал эвакуацию убитых и раненых. После отхода первой колонны с ранеными Савин скомандовал об отступлении с вокзала, но группа полковника попала под обстрел и отошла на заброшенную автобазу. После короткого отдыха Савин принял решение прорываться с боем, но первая попытка была отбита боевиками. Группа была отброшена на прежний рубеж, где её забросали гранатами. Один из осколков попал полковнику Савину в глаз. Иван Савин погиб. Бойцы третьей роты бригады, прорвавшиеся на подмогу группе, погрузили тело полковника в багажник машины и попытались его вывезти, но сами попали под обстрел и погибли.
Тело полковника Савина было найдено только 21 января. 26 января 1995 года Иван Савин с воинскими почестями был похоронен у себя на родине, в селе Архангельское.

## Награды
Вскоре после гибели полковник Савин был представлен к званию Героя Российской Федерации, но до президента представление не дошло и присвоения не последовало. Только спустя 10 лет, указом Президента Российской Федерации № 839 от 7 сентября 2005 года за мужество и героизм, проявленные при выполнении воинского долга, полковнику Савину Ивану Алексеевичу посмертно было присвоено звание Героя Российской Федерации. Награда была передана вдове комбрига, Валентине Савиной, во время траурного митинга, посвящённого присвоению полковнику Савину Звезды Героя. Также имел награды:
- Орден Мужества (31 декабря 1994 года).
- Орден «За службу Родине в Вооружённых Силах СССР» III степени.
- медали:
  - Юбилейная медаль «60 лет Вооружённых Сил СССР»;
  - Юбилейная медаль «70 лет Вооружённых Сил СССР»;
  - Медаль «За безупречную службу» второй и третьей степеней.

## Память

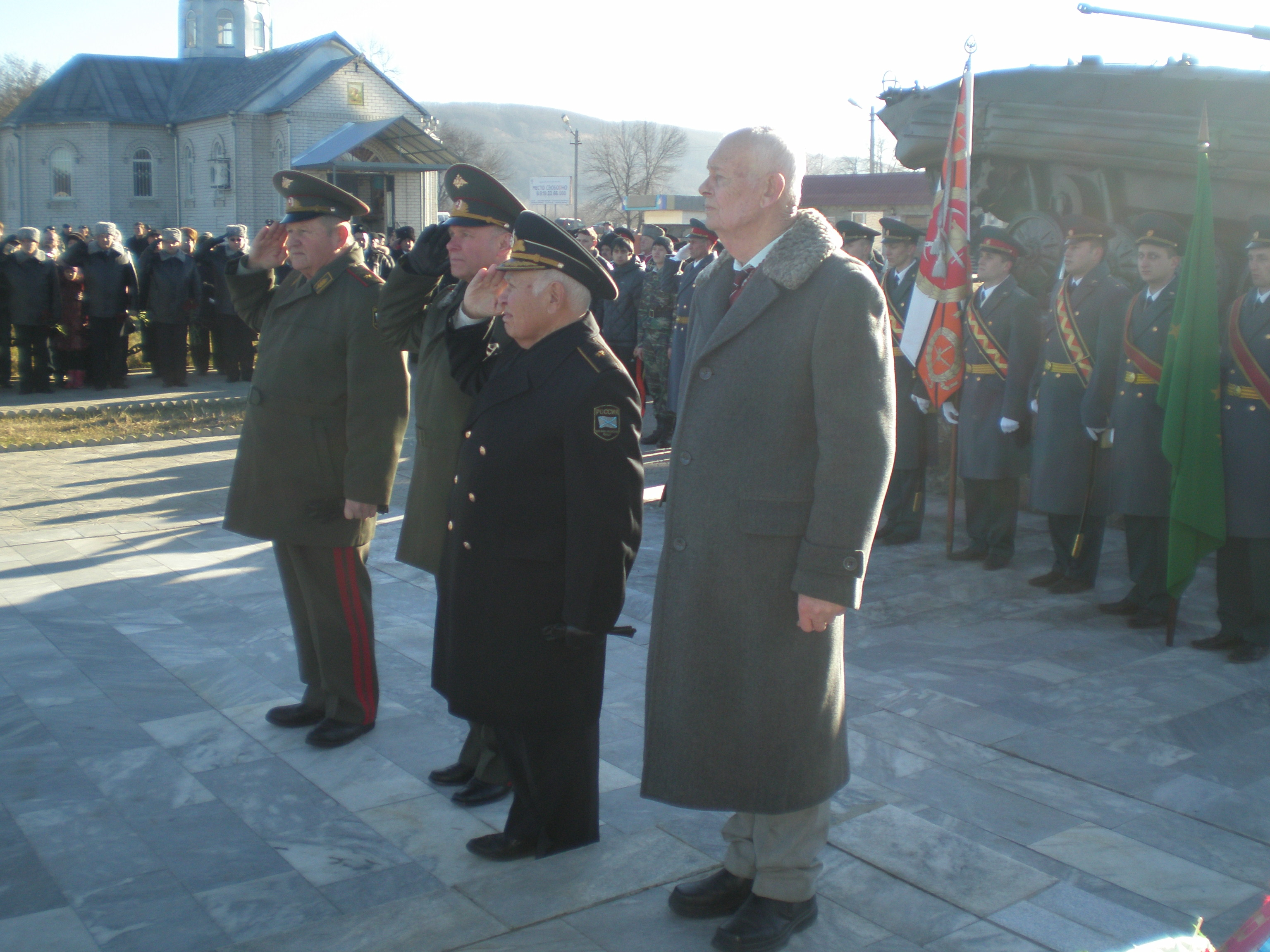
В День памяти погибших в локальных конфликтах у Памятника воинам бригады. Генералы Дорофеев, Колягин и Щепин, адмирал Тхагапсов, Майкоп, 2 января 2013 года

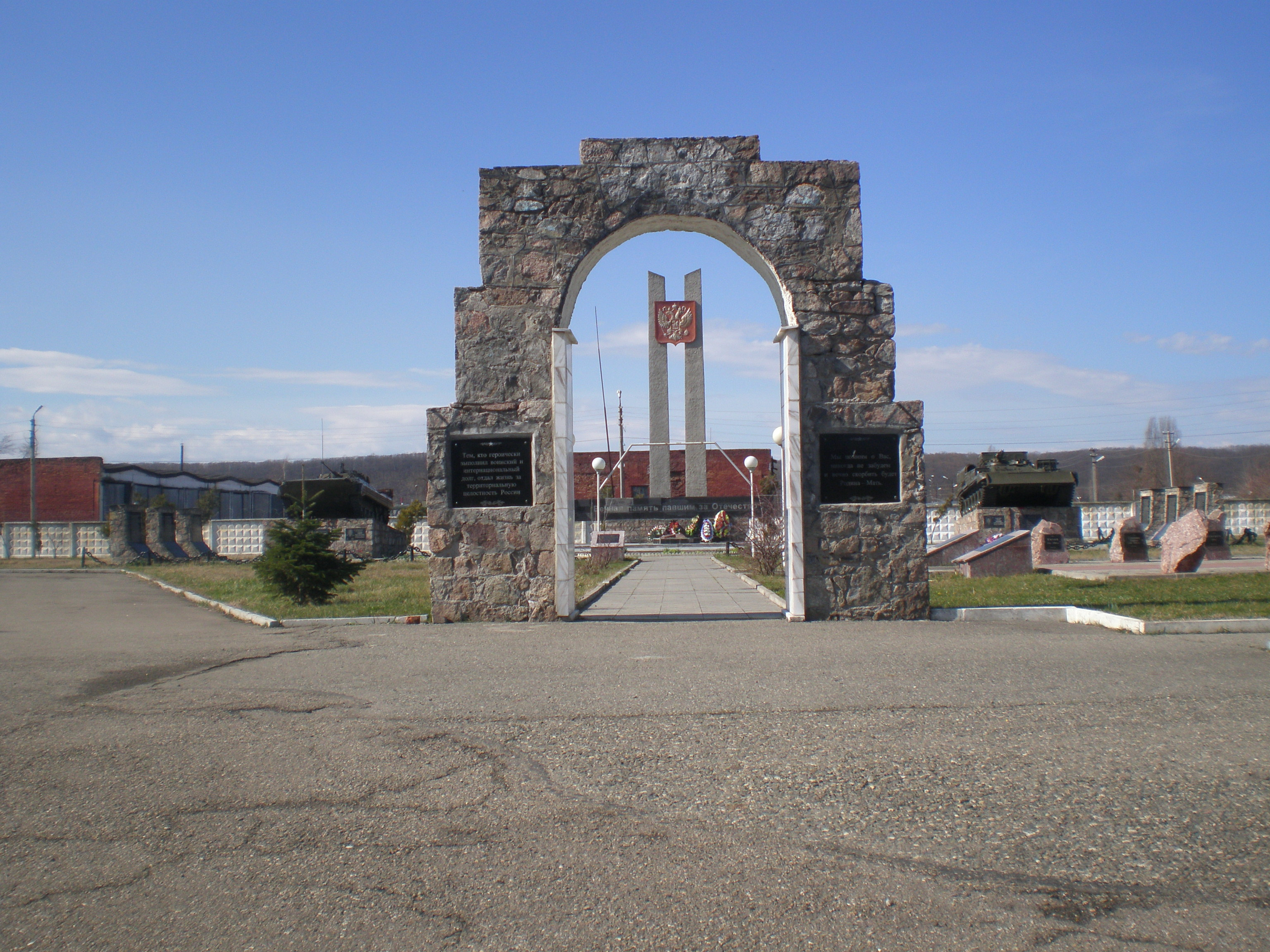
Мемориал воинам, павшим в локальных конфликтах, Майкоп

В Майкопе, в месте дислокации 131-й отдельной мотострелковой бригады, установлен Мемориал, посвящённый воинам бригады, погибшим в локальных конфликтах. На постаменте памятника установлена мемориальная доска в память о командире бригады. Каждый год 2-го января на мемориале проводится торжественно-траурная перекличка погибших воинов. Также мемориальная доска установлена на доме 385 по Пионерской улице Майкопа, где проживал Иван Савин.
Полковник Савин стал прототипом полковника Суворова в фильме Александра Невзорова «Чистилище», повествующем о событиях зимнего штурма Грозного. Роль исполнил Виктор Степанов.